# Гарсиа Сампедро, Томас

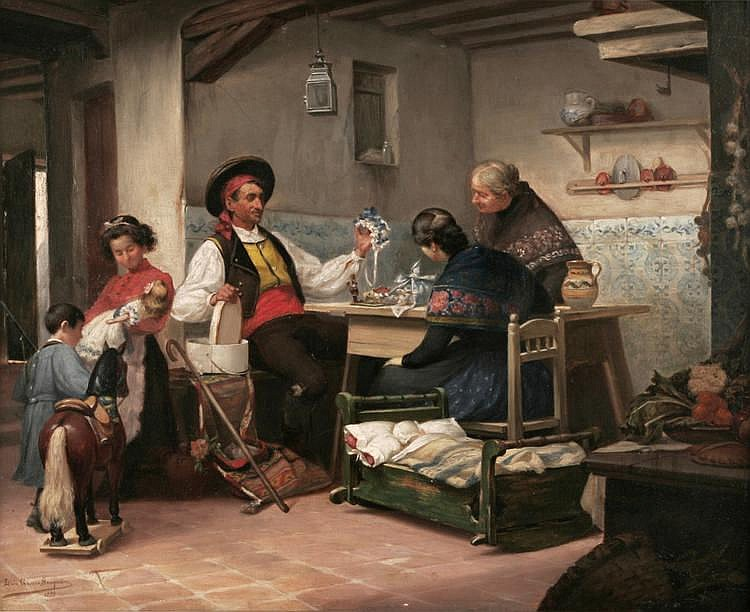
Сельская сценка

Томас Гарсиа Сампедро (англ. Tomás García Sampedro; 17 мая 1860, Мурос-де-Налон, Правия, Астурия — 1937, там же) — испанский художник, живописец. Член Королевской академии изящных искусств Сан-Фернандо в Мадриде.

## Биография

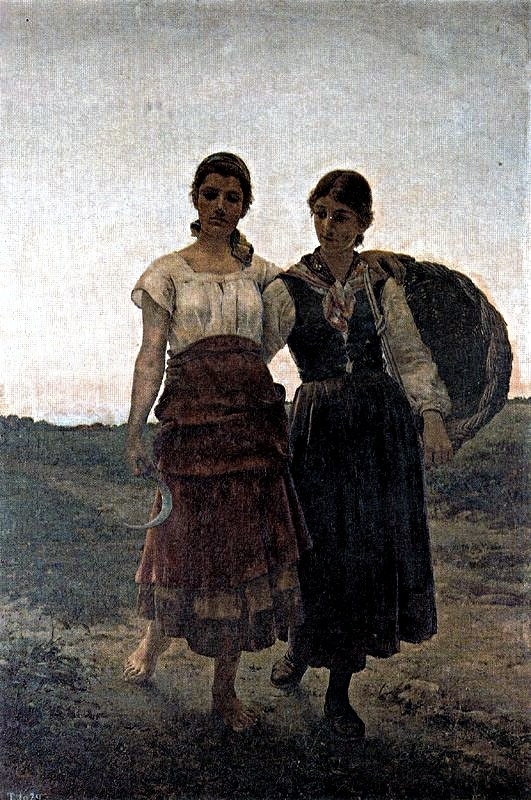
Вечереет

Родился бедной семье. Учился в католическую школу в Правии, затем в Овьедо. В 1880 году работал помощником аптекаря.
Благодаря поддержке художника Касто Пласенсия отправился в Мадрид. Учился живописи в художественной мастерской Касто Пласенсия и одновременно учился в Королевской академии изящных искусств Сан-Фернандо. В 1886 году стал одним из лучших студентов, получивших стипендию для продолжения учёбы в Испанской академии изящных искусств в Риме («Academia Española de Bellas Artes de Roma») за свои картины La carta de luto и Después del Baile. Во время стажировки в Риме создал картину La cuna vacía, вызвавшую восхищение у критиков, благодаря этому ему продлили стипендию ещё на 2 года.
Получив известность, четыре года путешествовал по Франции и Италии, посещая музеи и знакомясь с работами мастеров. Находясь в Риме, он написал картину «Вечереет» (A la caída de la tarde), награждённую бронзовой медалью на Национальной выставке изящных искусств в Мадриде в 1890 году.
В связи с ухудшение здоровья, вернулся на родину. В 1897 году, участвуя в работе Национальной выставки изящных искусств, был награждён королём Орденом Карлоса III за свою картину «A orillas del Nalón».
Представитель костумбризма. Автор пейзажей, портретов, традиционных тем, специализировался на сельских сценах.
Написал детский портрет Альфонсо XIII. Многие его работы находятся в американских частных коллекциях. Дружил с художником Хоакином Соролья, который часто бывал в его доме в Мурос-де-Налон.
Несколько произведения художника хранятся ныне в Музее Прадо.